# Rubis (U-Boot, 1933)
Die Rubis (französisch Rubin)  war ein Minenleger-U-Boot der Saphir-Klasse der französischen Marine, das zwischen 1933 und 1949 in Dienst stand.

## Einsatzgeschichte
Zum Zeitpunkt des Waffenstillstands vom 22. Juni 1940 befand sich Rubis in Großbritannien, wurde im Zuge der Operation Grasp von den Briten übernommen und den freifranzösischen Streitkräften unter General Charles de Gaulle übergeben.
Das U-Boot unternahm unter den Kommandanten Cabanier und Rousselot zwischen April 1940 und dem Kriegsende 1945 zusammen 22 Feindfahrten in der Biskaya und vor der Küste Norwegens. Während der Operationen wurden 683 Seeminen verlegt. Insgesamt wurden 14 Handels- und Hilfsschiffe mit ca. 21.000 BRT durch die Minen versenkt. Dazu kamen sieben Wachboote und ein Minenleger. Ein finnisches Handelsschiff wurde mit Torpedos versenkt.
Rubis wurde 1949 stillgelegt und 1958 zwischen Saint-Tropez and Cavalaire versenkt. Das Wrack wurde 1971 von Tauchern wiederentdeckt.

## Versenkte oder beschädigte Schiffe

### 1940
- Am 26. Mai 1940 lief das norwegische Transportschiff Vansø (54 BRT) auf der Position 58° 21′ N, 6° 1′ O auf eine von der Rubis am 10. Mai 1940 gelegte Mine und sank.
- Am 28. Mai 1940 lief das norwegische Segelschiff Blaamannen (174 BRT) vor Haugesund auf der Position 59° 28′ N, 5° 12′ O auf eine von der Rubis am 27. Mai 1940 gelegte Mine und sank.
- Am 31. Mai 1940 lief das norwegische Handelsschiff Jadarland (938 BRT) vor Haugesund auf der Position 59° 28′ N, 5° 12′ O auf eine von der Rubis am 27. Mai 1940 gelegte Mine und sank.
- Am 10. Juni 1940 lief das norwegische Handelsschiff Sverre Sigurdssøn (1.081 BRT) nahe Herdla auf der Position 60° 36′ N, 4° 55′ O auf eine von der Rubis am 9. Juni 1940 gelegte Mine und sank.
- Am 7. Juli 1940 lief das norwegische Handelsschiff Almora (2.433 BRT) vor Egersund auf der Position 58° 21′ N, 6° 1′ O auf eine von der Rubis am 10. Mai 1940 gelegte Mine und wurde beschädigt.
- Am 24. Juli 1940 lief das norwegische Handelsschiff Kem (1.705 BRT) vor Egersund auf der Position 58° 21′ N, 6° 1′ O auf eine von der Rubis am 10. Mai 1940 gelegte Mine und sank.
- Am 28. Juli 1940 lief das norwegische Handelsschiff Argo (413 BRT) vor Egersund auf der Position 58° 21′ N, 6° 1′ O auf eine von der Rubis am 10. Mai 1940 gelegte Mine und sank.

### 1941
- Am 21. August 1941 torpedierte und versenkte die Rubis das finnische Handelsschiff Hogland (4.360 BRT) vor der norwegischen Küste auf der Position 58° 27′ N, 5° 46′ O

### 1942
- Am 12. Juni 1942 lief das deutsche Hilfs-Minensuchboot M 4212 (ehemals: Marie Frans) (125 BRT) in der Biskaya auf der Position 43° 37′ N, 1° 34′ W auf eine von der Rubis am 5. Juni 1942 gelegte Mine und sank.
- Am 26. Juni 1942 lief der französische Schlepper Quand Meme (288 BRT) in der Biskaya auf der Position 43° 37′ N, 1° 35′ W auf eine von der Rubis am 5. Juni 1942 gelegte Mine und sank.
- Am 10. Juli 1942 lief das deutsche Hilfsminensuchboot M 4401 (ehemals: Imbrin) (339 BRT) in der Biskaya nordwestlich Arcachon auf der Position 44° 58′ N, 1° 23′ W auf eine von der Rubis gelegte Mine und sank.
- Am 18. August 1942 lief das deutsche Vorpostenboot V 406 (ex: Hans Loh) (464 BRT) in der Biskaya südwestlich der Mündung der Gironde auf der Position 45° 3′ N, 1° 34′ W auf eine von der Rubis am 14. August 1942 gelegte Mine und sank.
- Am 20. September 1942 lief das deutsche Hilfsminensuchboot M 4448 (ex: L 4148) (77 BRT) in der Biskaya vor Bayonne auf der Position 43° 37′ N, 1° 34′ W auf eine von der Rubis am 5. Juni 1942 gelegte Mine und sank.

### 1943
- Am 10. Juli 1943 lief der deutsche Hilfs-Minensucher M 4451 (ex: Gauleiter A. Meyer) (652 BRT) in der Biskaya vor Arcachon auf der Position 44° 58′ N, 1° 10′ W auf eine von der Rubis gelegte Mine und sank.

### 1944
- Am 26. September 1944 lief der deutsche Hilfs-U-Jäger UJ 1106 (ex: Grönland) (464 BRT) etwa 16 Seemeilen südwestlich Stavanger auf der Position 58° 45′ N, 5° 24′ O auf eine von der Rubis am 24. September 1944 gelegte Mine und sank.
- Am 27. September 1944 liefen der deutsche Hilfs-U-Jäger UJ 1715 (ex: Lesum) (464 BRT), das deutsche Handelsschiff Cläre Hugo Stinnes 1 (5.295 BRT) und der norwegische Frachter Knute Nelson (5.749 BRT) etwa 16 Seemeilen südwestlich Stavanger auf der Position 58° 45′ N, 5° 24′ O auf von der Rubis am 24. September 1944 gelegte Minen und sanken.
- Am 27. Oktober 1944 lief das deutsche Vorpostenboot V 5304 (ex: Seehund) auf der Position 60° 55′ N, 4° 40′ O auf eine von der Rubis am 18. Oktober 1944 gelegte Mine und wurde schwer beschädigt. Das gestrandete Boot wurde später repariert.
- Am 24. November 1944 lief das norwegische Handelsschiff Castor (1683 BRT) vor Egersund auf eine von der Rubis am selben Tag gelegte Mine und wurde beschädigt.
- Am 21. Dezember 1944 liefen der deutsche Frachter Weichselland (ehemals lettisch: Gundega) (3.654 BRT), die deutschen Hilfs-U-Jäger UJ 1113 / KUJ 7, UJ 1116 / KUJ 11 und UJ 1702 / KUJ 16 mit jeweils 970 BRT und das deutsche Räumboot R 402 (140 t) vor Feiestein-Rinne in Norwegen auf von der Rubis am 19. Dezember 1944 gelegte Minen und sanken.

Am 18. Juli 2006 wurde das U-Boot mit dem Ordre de la Libération ausgezeichnet. Die Auszeichnung nahm stellvertretend der Namensnachfolger Rubis und seine Besatzung entgegen.

## Erläuterungen
1. ↑  Le sous-marin Rubis. Les unités militaires – Musée de l’Ordre de la Libération, abgerufen am 5. März 2019.

- Karte mit allen Koordinaten:
- OSM |
- WikiMap